# Complex Zwanenburgwal
Het Complex Zwanenburgwal is een (relatief) nieuwbouwcomplex op de hoek van de Zwanenburgwal 218-230, Staalstraat 17 en 21 en Ververstraat 149-157 in Amsterdam-Centrum.
Deze hoek is al eeuwenlang bebouwd; de burgwal stamt als gracht uit het begin van de 17e eeuw. Er werd gedurende de eeuwen heen gebouwd, gesloopt, gebouwd etc. In de Tweede Wereldoorlog werd die hoek gedeeltelijk getroffen door vallende bommen en zo ontstond een enorm gat in de bebouwing, dat huisje voor huisje was opgebouwd. Aan de Staalstraat aldaar bleven twee gebouwen overeind staan.
In de jaren zestig tot en met de jaren tachtig moest Amsterdam bewoning herstellen voor al die gebouwen die tegen de vlakte waren gegaan voor de bouw van de Oostlijn (metro) als ook de Stopera. Tegenover die Stopera kregen architecten Paul de Ley en Fenna Oorthuys de mogelijkheid een nieuwbouwcomplex te realiseren, dat moest voldoen aan stadsvernieuwing. De beide resterende gebouwen aan de Staalstraat moesten er toen ook aan geloven. Zij ontwierpen een gebouw binnen de zogenaamde postzegelarchitectuur; vastgelegde plattegrond en rooilijn, hoogte en uiterlijk. Het werd tussen 1984 en 1986 gebouwd en kent door haar ronde vormen, die meegaan in de hoek van wal en straat, een opvallend kenmerk. Bovendien kent het gebouw een bepleistering in pastelteint, hetgeen verder in de buurt met oude grachtenpanden nauwelijks voorkomt (of het moet andere nieuwbouw zijn).
In mei 2020 droeg de Erfgoedvereniging Heemschut het complex voor de status van Gemeentelijk monument, nadat ze het in 2018 al had genoemd in hun brochure Post 65 (gebouwen uit de periode 1965-1990). In juni 2025 werd het complex tot monument verklaard. De Ley mocht dat niet meer meemaken (het onderzoek wel); hij overleed in 2024.

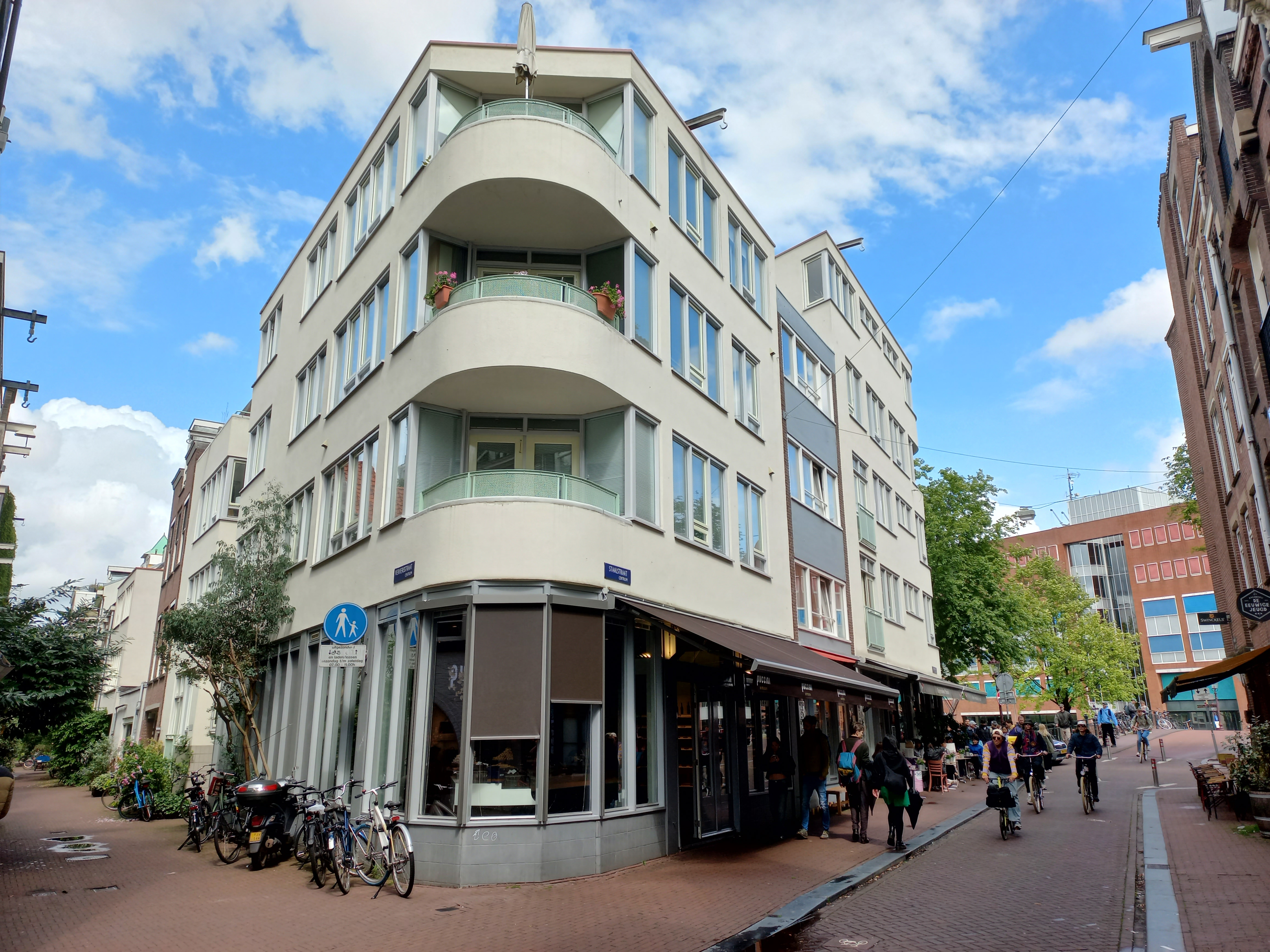
Deel Staalstraat (rechts) en Verversstraat (links) (juni 2025)